# Herveiras
Herveiras là một đô thị thuộc bang Rio Grande do Sul, Brasil. Đô thị này có diện tích 118,28 km², dân số năm 2007 là 2825 người, mật độ 23,88 người/km².